# Lanao
Lanao je jezero na ostrově Mindanao na Filipínách. Nachází se v provincii Lanao del Sur. Nachází se ve sníženině mezi sopečnými masívy. Je největší jezero na ostrově a druhé největší v zemi. Má rozlohu 340 km². Je 28 km dlouhé a maximálně 14 km široké. Průměrně je hluboké 60 m a dosahuje maximální hloubky 112 m. Leží v nadmořské výšce 700 m.

## Pobřeží
Jezero je hrazené zatuhlým lávovým proudem. Břehy jsou nízké a ploché. Na bažinatých pobřežních úsecích se pěstuje rýže.

## Vodní režim
Do jezera ústí čtyři řeky. Odtéká z něj na sever řeka Agus, která ústí do zálivu Iligan. Odtéká dvěma rameny, z nichž jedno protéká vodopády Maria Cristina Falls a druhé vodopády Linamon Falls. Hydroelektrárna postavená na jezeře a řece vyrábí 70 % elektrické energie na ostrově.

## Osídlení pobřeží
U odtoku řeky Agus na severním břehu leží město Marawi.